# Момчета за пример
„Добри момчета“ (на английски: Good Boys) е щатска-канадска комедия от 2019 г. на режисьора Джин Ступницки (в режисьорския му дебют), който е съсценарист със Лий Айзънбърг. Сет Роугън и Евън Голдбърг продуцират филма чрез компанията им „Пойнт Грей Пикчърс“. Във филма участват Джейкъб Трембли, Брейди Нун и Кийт Л. Уилямс.
Премиерата на филма се състои в South by Southwest в Остин, Тексас на 11 март 2019 г., и е пуснат в Съединените щати на 14 август 2019 г. от „Юнивърсъл Пикчърс“.

## Актьорски състав
| Актьор          | Роля                |
| --------------- | ------------------- |
| Джейкъб Трембли | Макс                |
| Брейди Нун      | Тор                 |
| Кийт Л. Уилямс  | Лукас               |
| Моли Гордън     | Хана                |
| Мидори Франсис  | Лили                |
| Изак Уонг       | Сорън               |
| Изак Дейвис     | Бриксли             |
| Джош Карас      | Бенджи              |
| Уил Форте       | Андрю, баща на Макс |
| Лил Рел Хауъри  | Бащата на Лукас     |
| Рета            | Майката на Лукас    |